# 2A busz (Sárvár)
A sárvári 2A jelzésű autóbusz az Autóbusz-állomás és a Lánkapuszta, Asbóth-ház megállóhelyek között közlekedik.
Autóbusz-állomás - Laktanya utca - Soproni utca - Selyemgyár utca - Hunyadi János utca - Batthyány utca - Kossuth tér - Várkerület - Rákóczi Ferenc utca - Ostffyasszonyfai út - 8451-es számú út - Út Kanotapuszta felé - Balogh Ádám utca - Lánkapuszta, Asbóth-ház
| Megállóhely neve          |
| ------------------------- |
| Autóbusz-állomás          |
| Vasútállomás              |
| Batthyány u.              |
| Kórház                    |
| Termálfürdő               |
| TESCO Hipermarket         |
| Herpenyő csárda           |
| Bajti elágazás            |
| Kanotapuszta, bejárati út |
| Lánkapuszta, Asbóth-ház   |

A vonal forgalmát a 6759 Sárvár – Ostffyasszonyfa – Kenyeri – Pápoc helyközi gyűjtő mezőben közlekedő autó buszok látják el.